# Watervallen in IJsland

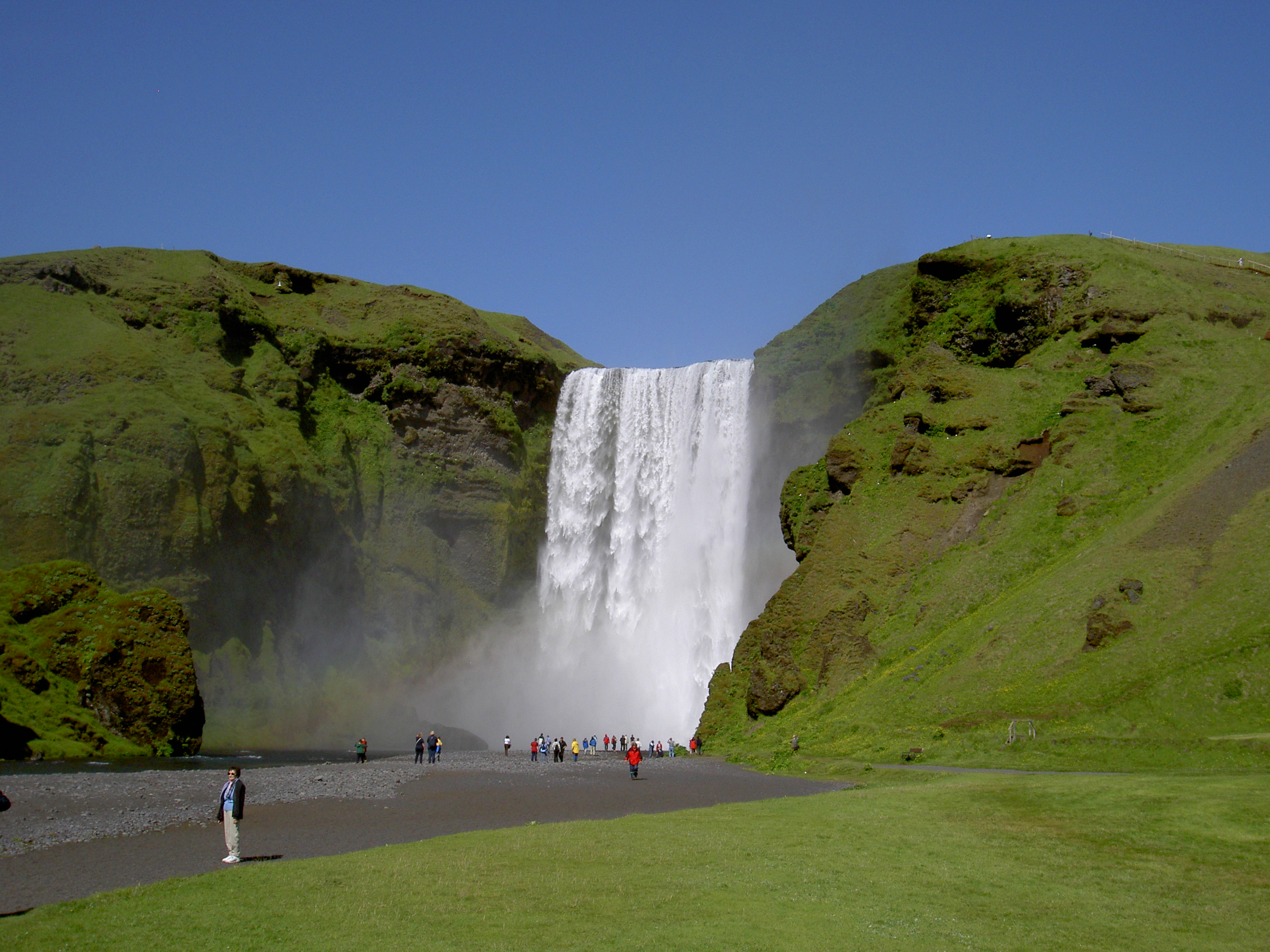
Skógafoss van onderen

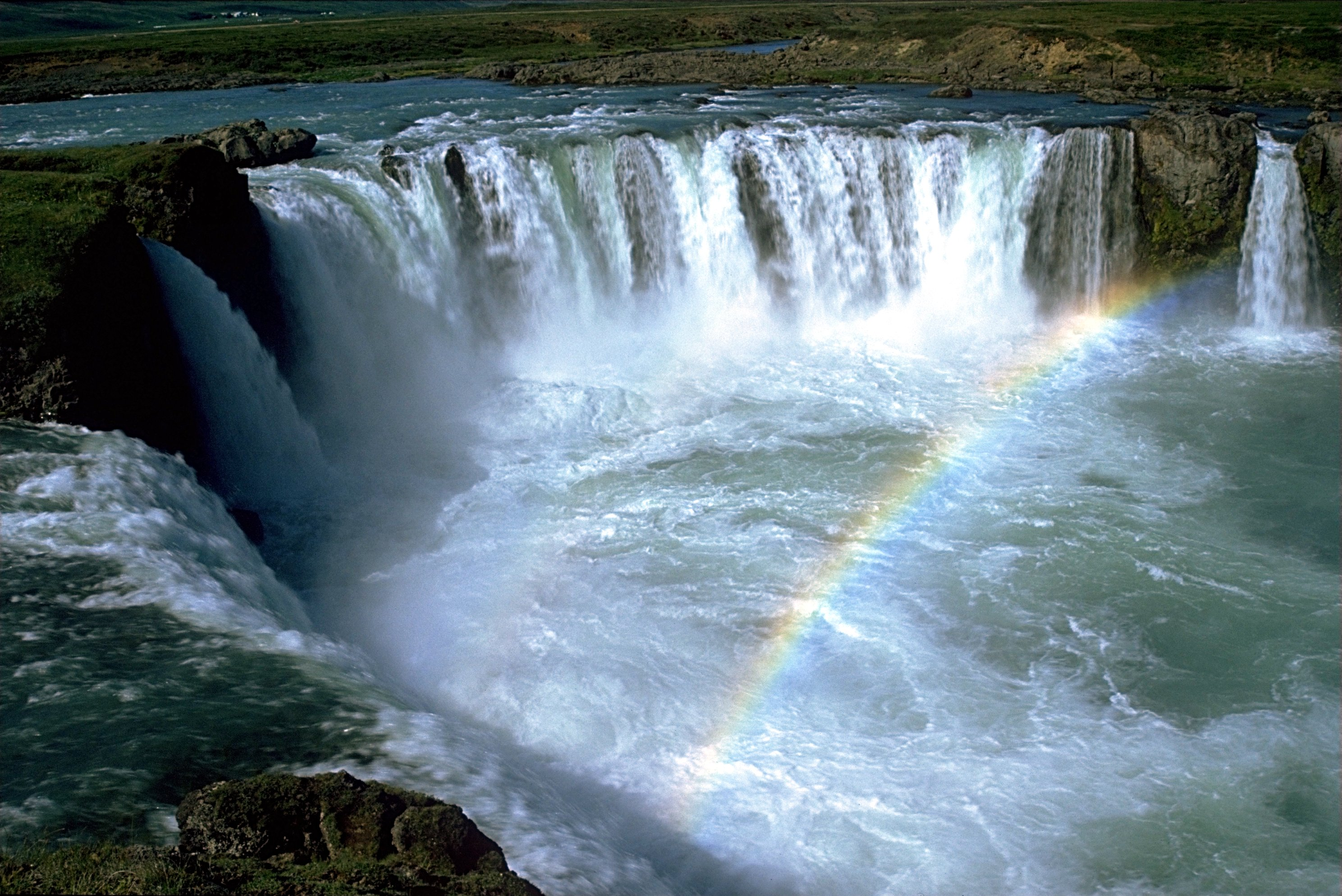
Goðafoss met een regenboog

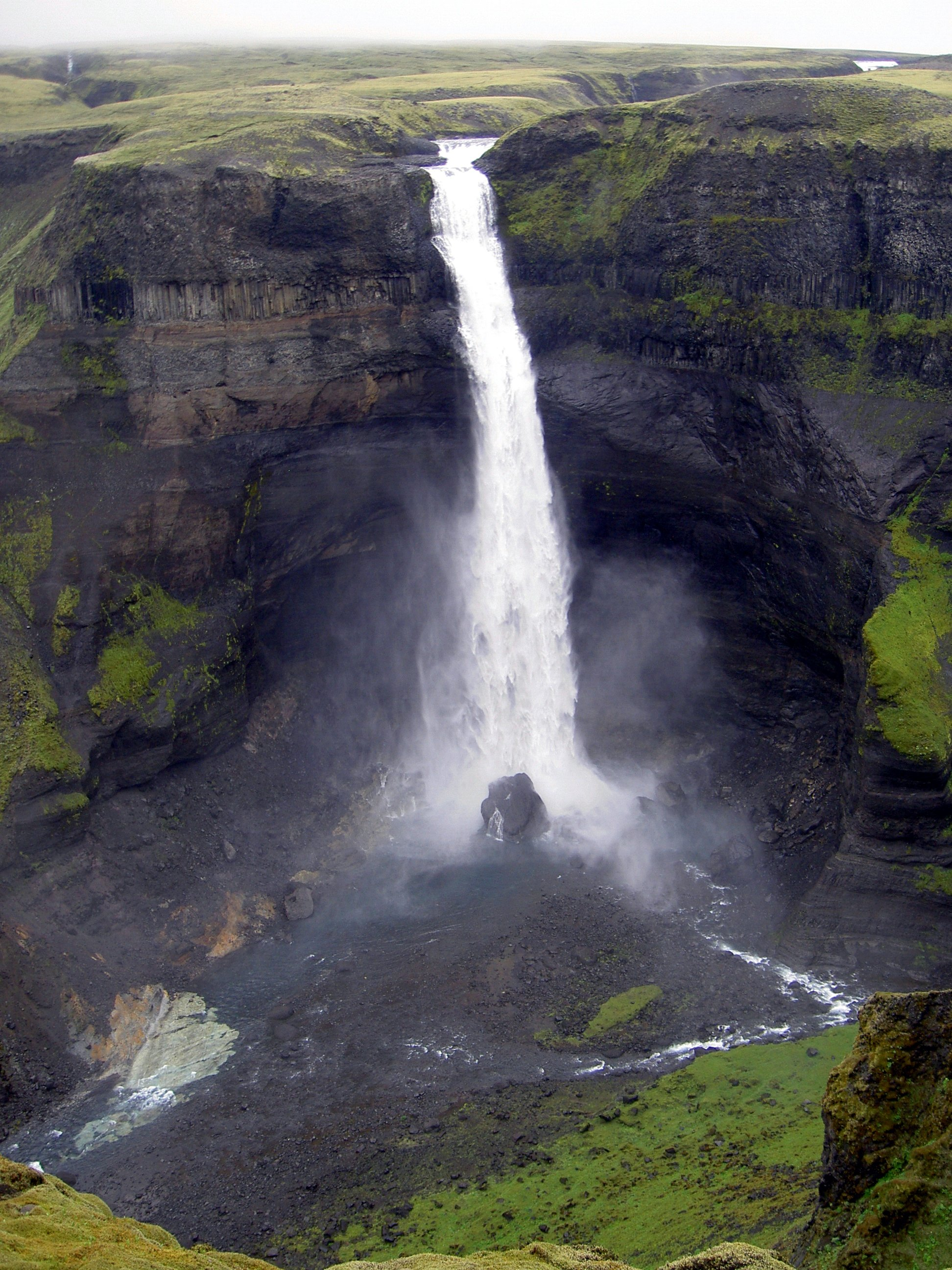
De Háifoss-waterval in de zomer

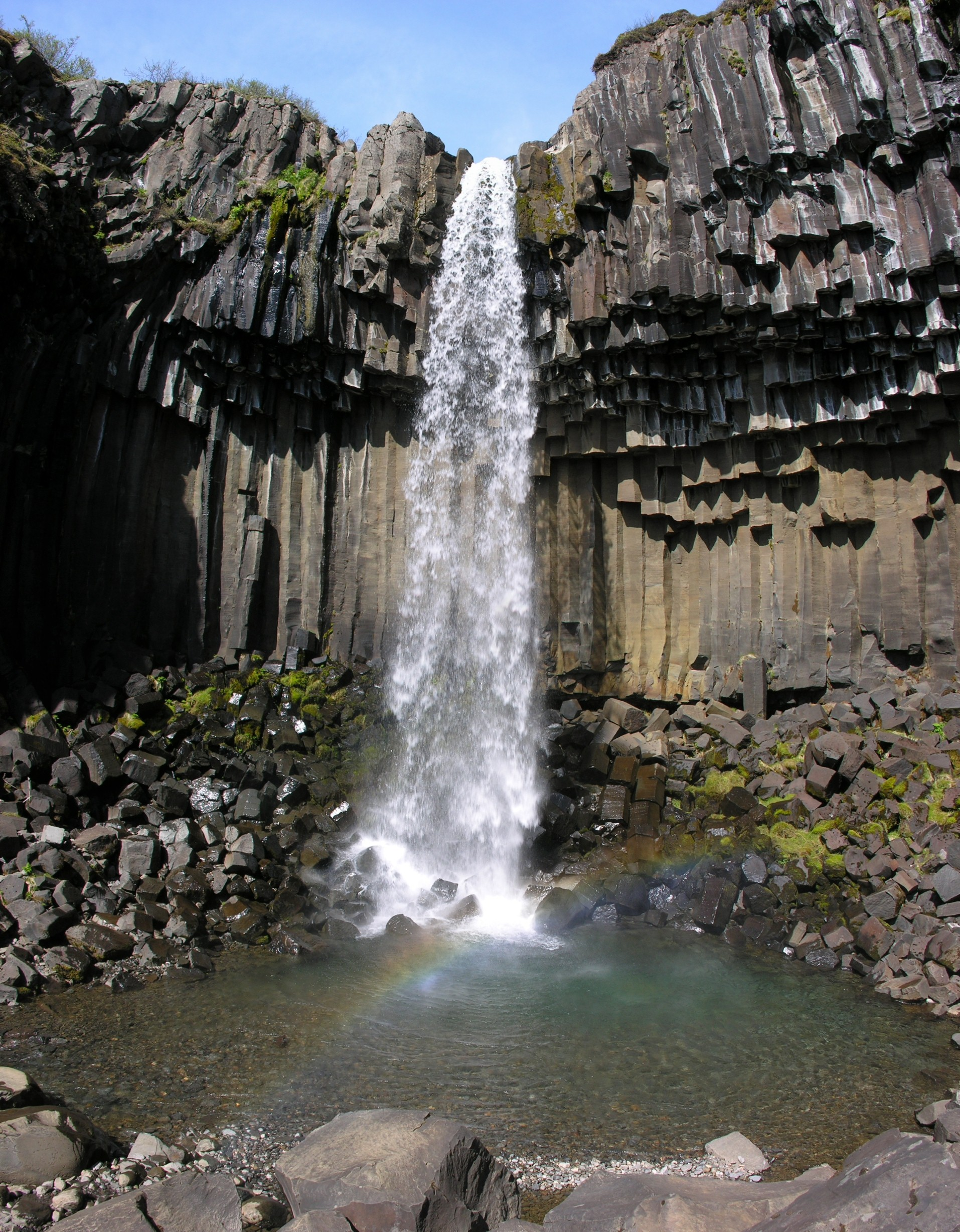
Svartifoss

De watervallen van IJsland behoren door hun verscheidenheid en schoonheid tot de natuurwonderen van IJsland. Door een klimaat met veel neerslag (regen en sneeuw) vormt IJsland een ideale omgeving om watervallen te ontwikkelen. 
IJsland is een vulkanisch eiland en bestaat voor een groot gedeelte uit laag- en middelgebergte met diverse gletsjers. De grootste gletsjer van IJsland is de Vatnajökull (uitspraak vat'najö'küdll). Deze gletsjer voedt diverse grote watervallen in IJsland.  
De bekendste IJslandse watervallen zijn: 
- Æðarfossar
- Aldeyjarfoss
- Barnafoss
- Brúarárfoss
- Dettifoss
- Drífandi
- Dynjandi
- Englandsfoss
- Fardagafoss
- Faxi
- Foss a Sidu
- Fossárfoss
- Gjáin
- Gljúfurárfoss
- Gljúfursárfoss
- Glymur
- Goðafoss
- Gullfoss
- Hafragilsfoss
- Háifoss
- Hengifoss
- Hjálparfoss
- Hólmskelsárfoss
- Hraunfossar
- Írárfoss
- Kirkjufellsfoss
- Klukkufoss
- Kringilsárfoss
- Laxfoss (Grímsá)
- Laxfoss (Norðurá)
- Litlanesfoss
- Merkjárfoss
- Naustárfoss
- Ófærufoss
- Öxarárfoss
- Rjúkandafoss
- Sauðárfoss
- Selfoss
- Seljalandsfoss
- Skiptárfoss
- Skógafoss
- Stjórnarfoss
- Svartifoss
- Svöðufoss
- Systrafoss
- Þjófafoss
- Þórðarfoss
- Þórufoss
- Tröllafoss
- Tröllafossar
- Tröllkonuhlaup
- Urriðafoss